# Nacho Arroyo
Ignacio Andrés Arroyo Varela (Osorno, Chile, 24 de enero de 2000) es un jugador de baloncesto internacional chileno. Juega de base y su actual equipo es el Gipuzkoa Basket de la Primera FEB. Es internacional con la selección chilena.

## Carrera deportiva
Durante la temporada 2017-2018, compagina estudios y básquetbol en el Juan Diego Catholic High school en Draper, Utah, Estados Unidos. Allí destacaría como recuperador (3,3 robos por partido), promediando 8,5 puntos, 3 rebotes y 3,4 asistencias.
En 2018, llega a España para completar su formación en la cantera de Movistar Estudiantes, considerado uno de los jugadores con más proyección de Sudamérica, que destacó en las selecciones de formación de  Chile, firma un contrato de cinco años con el conjunto colegial y jugaría la primera temporada en el equipo Senior B del Junior Masculino.
En la última jornada de Liga Endesa de la temporada 2018-2019 frente al Divina Seguros Joventut, hace su debut oficial con el primer equipo a los 19 años, 4 meses y 2 días, convirtiéndose en el primer chileno en jugar en la ACB. Fueron apenas 3 minutos, pero se convirtió en un fenómeno mediático por hacer historia en su país.
En 2020, firmaría un contrato por 4 temporadas con el Movistar Estudiantes.
El 13 de agosto de 2021, se confirma como jugador de la primera plantilla del Movistar Estudiantes para disputar la Liga LEB Oro.
El 11 de agosto de 2022, firma por el Hestia Menorca de la Liga LEB Plata, cedido durante una temporada por el Movistar Estudiantes.
El 21 de julio de 2023, tras finalizar su contrato con el CB Estudiantes, firma por el Força Lleida Club Esportiu de la Liga LEB Oro.
El 6 de julio de 2024, firma por el Obradoiro Club de Amigos del Baloncesto de la Liga LEB Oro.
En la temporada 2025-26, firma por el Gipuzkoa Basket de la Primera FEB.

## Selección nacional
Con la selección de Chile brilló en el FIBA Américas U18 disputado en 2018, con 14,4 puntos, 6,5 rebotes y 2,4 asistencias, con grandes actuaciones ante selecciones importantes como Argentina, Estados Unidos o República Dominicana. 
En febrero de 2019, debuta con la selección de básquetbol de Chile en las ventanas FIBA con importantes actuaciones, disputando 31 minutos ante Canadá y 24 minutos ante las Islas Vírgenes.

## Palmarés
- Sudamericano Sub-15, en Barquisimeto (Venezuela). (2014)
- Sudamericano Sub-17, en Resistencia (Argentina). (2015)
- Sudamericano Sub-17, en Lima (Perú). (2017)
- Sudamericano Sub-21 en Tunja (Colombia). (2019)[8]